# Carlo Krahmer
Carlo Krahmer, rodným jménem William Max Geserick, (11. března 1914 – 20. dubna 1976) byl anglický jazzový bubeník. Byl slepcem a později spolupracoval se slepým klavíristou Georgem Shearingem. Jeho první nahrávky vznikly v roce 1939. Během své kariéry spolupracoval i s dalšími hudebníky, mezi které patřil například Ronnie Scott. Později pracoval převážně pro hudební vydavatelství, ale nadále zůstal aktivním bubeníkem.